# Jessica Hardy
Jessica Hardy (ur. 12 marca 1987 w Long Beach) – amerykańska pływaczka, medalistka mistrzostw świata na krótkim i długim basenie.
1 sierpnia 2008 została zdyskwalifikowana przez Amerykańską Federację Pływacką na dwa lata za doping. Próbka do badań, pobrana 4 lipca w Omaha, podczas amerykańskich kwalifikacji do Igrzysk Olimpijskich w Pekinie, dała wynik pozytywny, wykazując, że Hardy zażywała stymulant klenbuterol. W maju 2009 Amerykańska Federacja Pływacka skróciła o rok nałożoną karę.
6 sierpnia 2009 podczas zawodów US Open w Federal Way po raz pierwszy w karierze pobiła rekord świata na dystansie 50 m stylem klasycznym. Uzyskała wynik 29,95 s. 7 sierpnia 2009 w finale na dystansie 100 m stylem klasycznym pobiła dwa rekordy świata. Jednym z nich jest czas na dystansie 50 m stylem klasycznym, Hardy uzyskała wynik 29,80 s. Dystans 100 m przepłynęła w czasie 1:04,45 i poprawiła wynik Rebekki Soni.

## Sukcesy

### Mistrzostwa świata
- 2005 Montreal –  (50 m klasycznym)[5].
- 2005 Montreal –  (100 m klasycznym)[6].
- 2005 Montreal –  (sztafeta 4x100 m zmiennym)[7].
- 2007 Melbourne –  (50 m klasycznym)[8].
- 2007 Melbourne –  (sztafeta 4x100 m zmiennym)[9].
- 2011 Szanghaj –  (sztafeta 4x100 m dowolnym)[10]
- 2013 Barcelona –  (100 m klasycznym)

### Mistrzostwa świata (basen 25 m)
- 2006 Szanghaj –  (50 m klasycznym)
- 2006 Szanghaj –  (4 × 100 m zmiennym)
- 2008 Manchester –  (50 m klasycznym)
- 2008 Manchester –  (100 m klasycznym)
- 2008 Manchester –  (4 × 100 m zmiennym)
- 2012 Stambuł –  (4 × 100 m zmiennym)

## Rekordy świata
| Data            | Miejsce     | Konkurencja             | Rezultat | Status                             |
| --------------- | ----------- | ----------------------- | -------- | ---------------------------------- |
| 25 lipca 2005   | Montreal    | 100 m stylem klasycznym | 1:06,20  | do 3 lutego 2006 Leisel Jones      |
| 6 sierpnia 2009 | Federal Way | 50 m stylem klasycznym  | 29,95    | do 7 sierpnia 2009                 |
| 7 sierpnia 2009 | Federal Way | 50 m stylem klasycznym  | 29,80    | do 3 sierpnia 2013 Julija Jefimowa |
| 7 sierpnia 2009 | Federal Way | 100 m stylem klasycznym | 1:04,45  | do 29 lipca 2013 Rūta Meilutytė    |